# Poste frontalier de Dalton Cache–Pleasant Camp
Le poste frontalier de Dalton Cache–Pleasant Camp est un poste-frontière situé le long de la frontière entre le Canada et les États-Unis traversé par la route Haines  reliant les communautés de Haines en Alaska et de Haines Junction au Yukon.